# Palazzo Prini-Aulla
Palazzo Prini-Aulla o Mazzarosa si trova a Pisa, sul lungarno Pacinotti, civico 45.

## Storia e descrizione
L'edificio, costituito dall'unione di alcune case torri medievali e dalla chiusura di un vicolo, è frutto di un radicale intervento di restauro e ampliamento condotto dall'architetto Alessandro Gherardesca intorno agli anni trenta dell'Ottocento.
I lavori promossi da Gherardesca dotarono il palazzo di una facciata di gusto classicheggiante, disposta su tre livelli e impreziosita da una balconata sulla verticale dell'ingresso.
Fu costruito per volere della famiglia Prini - Aulla che mantenne la proprietà fino all'inizio del secolo scorso.
Vi abitarono personaggi illustri come Giacomo Leopardi; fu inoltre sede di un salotto frequentato dalla figlia di Alessandro Manzoni, Matilde.
Sul retro si trova il Piccolo Teatro della Soffitta.